# Parafia Wniebowstąpienia Pańskiego w Snowidzy
Parafia Wniebowstąpienia Pańskiego w Snowidzy – parafia rzymskokatolicka w dekanacie Jawor w diecezji legnickiej.  Jej proboszczem jest ks. mgr Daniel Kościelny. Obsługiwana przez księży diecezjalnych. Erygowana w 1984.